# Château de Tateyama
Le château de Tateyama (館山城, Tateyama-jō) est un château japonais situé à Tateyama, au sud de la préfecture de Chiba au Japon. À la fin de l'époque d'Edo, le château servait de résidence au clan Inaba, daimyos du domaine de Tateyama, mais le château est plus connu par ses liens avec les anciens  maîtres de la province d'Awa, le clan Satomi. Le château était aussi connu sous le nom de « Nekoya-jō » (根古屋).

## Histoire
Satomi Yoshiyori, seigneur quasi indépendant de la péninsule de Bōsō durant l'époque Sengoku, érigea le château de Tateyama en 1580 pour garder l'entrée de la baie d'Edo et les parties méridionales de ses domaines. Après que le clan Satomi a été défait par le shogunat Tokugawa en 1614, et le domaine de Tateyama supprimé, le château fut abandonné.
Le domaine fut réinstauré en 1781, avec Inaba Masaaki comme premier daimyō du domaine de Tateyama sous le clan Inaba. Il reconstruisit les fortifications de l'ancien château mais n'érigea apparemment pas de tenshu (donjon) puisque son successeur, Inaba Masatake, ne fut autorisé à construire qu'une résidence fortifiée (jinya). Le clan Inaba résida à Tateyama jusqu'à la restauration de Meiji.
L'actuel tenshu fut reconstruit en 1982 pour soutenir le tourisme local et servir d'annexe au musée de la ville de Tateyama. Comme il n'existe pas de documents attestant de l'apparence du donjon original, la structure actuelle a pris pour modèle le château d'Inuyama. L'intérieur est consacré essentiellement à des expositions relatives au roman épique  Nansō Satomi Hakkenden, de Bakin Kyokutei, auteur de la période Edo.
Le parc environnant parc Shiroyama (城山公園) est un populaire observatoire ornithologique.